# Noturno do Chile
Brasil: Noturno do Chile / Portugal: Nocturno Chileno ou Noturno Chileno (título em espanhol: Nocturno de Chile) é um romance publicado no ano 2000 pelo escritor chileno Roberto Bolaño. É uma das obras mais aclamadas do autor.

## Enredo
O chileno Sebastián Urrutia Lacroix, padre e crítico literário, membro da Opus Dei e poeta medíocre, recorda de viva voz - numa única noite de febre alta - os momentos mais importantes da sua vida, convencido de que vai morrer. Assim, aparecem no romance os sinistros senhores Oido e Odem (anagramas de ódio e medo, em espanhol=, que o recrutam para dar aulas de marxismo ao general Pinochet. Aparece María Canales, mulher misteriosa em cuja mansão se reúne a nata da cultura chilena em serões artísticos, ao mesmo tempo que na cave se desenrolam acontecimentos dignos de um filme de terror e que nas avenidas de Santiago impera o recolher obrigatório.